# Электронный билет (железнодорожный транспорт)

Пример маршрут-квитанции электронного ЖД билета

Электронный билет или e-ticket — это электронный документ, подтверждающий договор перевозки между пассажиром и компанией-перевозчиком. Электронный железнодорожный билет, ровно как и электронный авиабилет, представляет собой цифровую запись в базе данных компании-перевозчика, содержащую идентификационные данные пассажира, данные о заказе и статус заказа, и означающий наличие у пассажира права воспользоваться услугой компании-перевозчика, а также наличие у компании-перевозчика обязанности оказать услуги пассажиру в объёме и на условиях договора перевозки.
В качестве подтверждения о заключении договора перевозки пассажир получает бланк заказа в электронном виде, содержащую сведения о заказе и перечнем предоставляемых услуг. Но для того, чтобы пройти регистрацию на рейс и воспользоваться услугами компании-перевозчика, как правило вполне достаточно предъявить документ, удостоверяющий личность пассажира. Бланк заказа служит лишь вспомогательным, справочным материалом.

## Электронная регистрация на поезд
Электронная регистрация на поезд — это логичное продолжение технологии электронного железнодорожного билета, дающее право пассажиру осуществить проезд в поезде по документу, удостоверяющему личность, указанному в заказе, без оформления посадочного талона, которым в железнодорожном транспорте чаще является проездной документ, оформляемый в кассах вокзалов или с помощью терминалов самообслуживания. В отличие от регистрации в авиационном транспорте номер места в поезде пассажиру уже присваивается в процессе заказа билета. Электронная регистрация лишь позволяет миновать процедуру распечатки посадочного талона и отправиться на посадку в поезд только с документом, удостоверяющим личность.

## Электронный ж/д билет в России

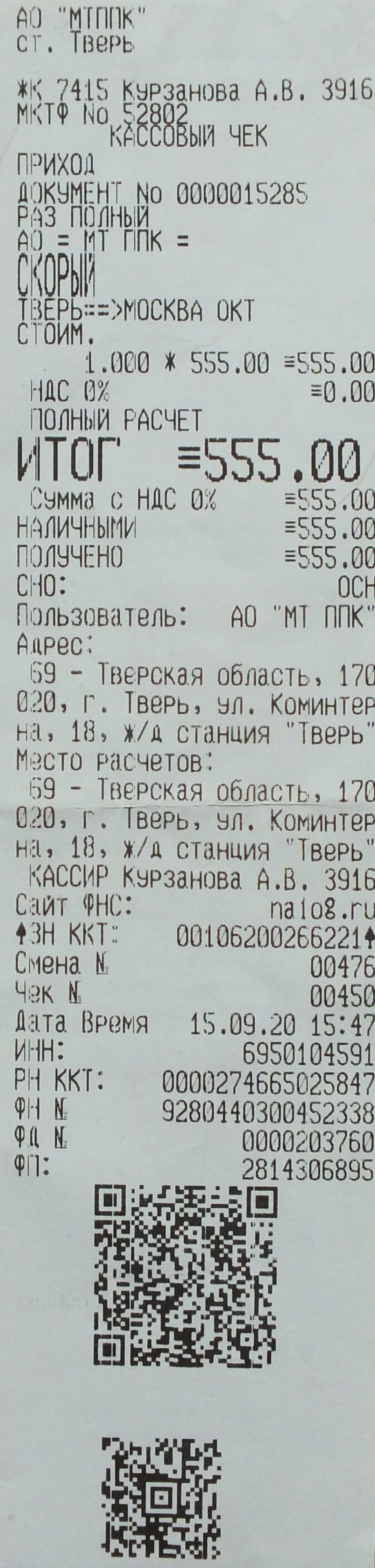
Билет на поезд «Ласточка» (Тверь — Москва), сентябрь 2020

## Электронный ж/д билет на Украине
Украинские железные дороги реализовали 2 технологии, использующие электронную коммерцию при продаже билетов. Переход сразу же от бумажного билета к электронному оказался невозможен по ряду причин, поэтому была реализована технология под названием «билет с отложенной печатью». Суть технологии заключается в том, что пассажир приобретает не сам билет, а номер заказа (или код заказа), который потом нужно обменивать на бумажный билет в кассе. Все компании, занимающиеся продажей билетов по промежуточной технологии, называют билеты с отложенной печатью «электронными билетами» что не является правильным, так как бланк такого билета не дает права на проезд и его необходимо менять на бумажный билет. То есть, фактически осуществляется покупка права на получение билета в кассе.
С 2013 года в тестовом режиме работает полноценный электронный билет, не требующий обмена на бумажный в кассе. В данный момент такие билеты доступны только на поезда класса «Интерсити+». Повсеместный ввод электронного билета планируется завершить к концу 2013 года. Основным отличием электронного железнодорожного билета от авиационного аналога является то, что бланк электронного билета является проездным документом и содержит QR-код, который должен быть считан проводником перед посадкой. То есть, поездка возможно только в случае предъявления пассажиром и бланка электронного билета (или его QR-кода) и удостоверения личности. QR-код билета может быть представлен на бумажном бланке или на экране мобильного устройства.
Бланк электронного билета содержит QR-код с хранящейся в нём информацией о поездке и о пассажире, а также асимметричную электронную подпись, позволяющую удостоверится в подлинности билета без обращения в базу данных. QR-код должен быть со сканирован считывающим устройством проводника перед посадкой пассажира в поезд.

## Критика технологии электронного ж/д билета
Внедрение технологии электронного билета на железнодорожном транспорте сдерживает несколько факторов. Во-первых, это необходимость оснащения всех поездов считывателями QR-кода. Во-вторых, необходимость предъявлять бланк билета для считывания QR-кода, (в отличие от авиационного билета, где бланк является всего лишь справочной информацией для самого пассажира) и, соответственно, печати бланка, его хранения либо сохранение QR-кода на мобильном устройстве.